# Love Me in Black
Love Me In Black è il sesto album del gruppo heavy metal tedesco Doro, uscito il 25 maggio 1998. È il primo album pubblicato sotto l'etichetta Warner Music Group, che scelse di pubblicarlo solo in Europa.
Dopo la scissione del contratto con la Vertigo Records, la nuova etichetta diede a Doro Pesch ampia libertà per la realizzazione del nuovo album, a cui lavorò per più di due anni. Il disco presenta sonorità più pesanti rispetto agli album precedenti e una maggiore componente elettronica. La title track venne pubblicata in un EP omonimo e rimane ancora oggi un pezzo fisso dei concerti. È presente nell'album anche una cover di Barracuda degli Heart.
L'album ha raggiunto la posizione numero 38 in Germania.

## Tracce
1. Do You Like It? – 3:05 (Jimmy Harry/Doro Pesch)
2. Brutal and Effective – 3:11 (Harry/Pesch)
3. Love Me in Black – 4:48 (Harry/Pesch)
4. Pain – 4:19 (Jürgen Engler/Pesch/Chris Lietz)
5. Tausend Mal Gelebt – 4:35 (Pesch/Gary Scruggs)
6. Terrorvision – 2:27 (Harry/Pesch)
7. I Don't Care – 3:42 (Engler/Pesch/Lietz)
8. Kiss Me Good-Bye – 4:52 (Andreas Bruhn)
9. I Want You Back – 4:48 (Engler/Pesch/Lietz)
10. Long Way Home – 5:04 (René Maué/Pesch)
11. Barracuda – 3:11 (Ann Wilson/Roger Fisher/Nancy Wilson/Michael Derosier)
12. Poison Arrow – 3:56 (Engler/Pesch/Lietz)
13. Prisoner of Love – 4:26 (Harry/Pesch)
14. Like An Angel – 4:15 (Scruggs)
15. Dedication (Limited edition bonus track) – 3:54 (Engler, Pesch, Lietz)

## Formazione
- Doro Pesch - voce[4]

### Tracce 1, 2, 3, 6, 8, 11, 13, 14
- Jimmy Harry – chitarre, basso, tastiere
- Damon Weber – batteria
- Nick Douglas – basso
- Andrew Goodsight – basso

### Tracce 4, 5, 7, 9, 10
- Jürgen Engler – chitarre, tastiere, basso
- Chris Lietz – tastiere